# Dieudonné Dagnelies
Dieudonné Dagnelies (* 9. September 1825 in Lobbes; † 19. Juni 1894 in Charleroi) war ein  belgischer Komponist und Dirigent.
Bereits früh erhielt er Kontakt mit der Musik. Zunächst in einem kleinen Orchester seines Vaters, der selbst Amateur-Klarinettist war. Als 1837 in Lobbes ein Blasorchester mit einem Dirigenten Benoit Constant Fauconnier gegründet wurde, spielte er Piston. Nachdem er hierauf nach kurzer Zeit ausgezeichnet konzertierte, wurde er von anderen noch größeren Blasorchestern umworben und er entschloss sich, in das Blasorchester von Mariemont einzutreten. Hierdurch eröffnete sich ihm zugleich die Chance, als Mitarbeiter in einer Glasfabrik, zu der das Blasorchester gehörte, mitzuwirken. 1847 wurde er Dirigent des Blasorchesters Harmonie des Verreries des Mariemont. Beim Dirigenten der benachbarten Harmonie de Saint Marie d’Oignies, dem bekannten Jean-Valentin Bender studierte er privat. 1854 benannte Bender den gelehrigen Studenten in der Harmonie de Saint Marie d’Oignies zum sous-chef. So wurde er nach Benders Tod 1873 Dirigent des bekannten Harmonieorchesters.
Aber auch 28 andere Blasorchester in der Umgebung von Charleroi und im Norden von Frankreich dirigierte er erfolgreich. 
1848 verlegte er seinen Wohnsitz nach Mariemont, um sich vollständig der Musik zu widmen. Später gründete er in Charleroi einen Blasinstrumentenhandel.

## Werke

### Werke für Blasorchester
- Le Marchiennois
- Grande Marche Triomphale
- Grande Fantaisie Militaire
- I Masnadieri Ouverture
- Le Bords de la Meuse Ouverture
- Les Clechettes Mazurka

### Pädagogische Werke
- Trompetenschule
- Kornettschule

| Personendaten    | Personendaten                     |
| ---------------- | --------------------------------- |
| NAME             | Dagnelies, Dieudonné              |
| KURZBESCHREIBUNG | belgischer Komponist und Dirigent |
| GEBURTSDATUM     | 9. September 1825                 |
| GEBURTSORT       | Lobbes, Belgien                   |
| STERBEDATUM      | 19. Juni 1894                     |
| STERBEORT        | Charleroi, Belgien                |